# Récepteur superhétérodyne
 (décembre 2008).
Si vous disposez d'ouvrages ou d'articles de référence ou si vous connaissez des sites web de qualité traitant du thème abordé ici, merci de compléter l'article en donnant les références utiles à sa vérifiabilité et en les liant à la section « Notes et références ».

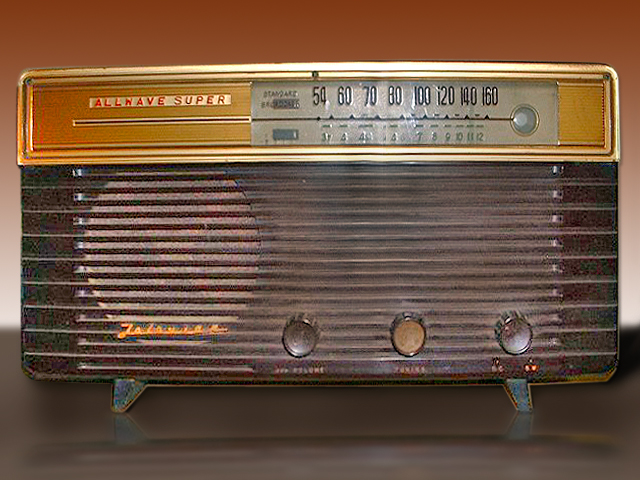
Récepteur superhétérodyne à cinq tubes de fabrication japonaise (1955).

En électronique, un récepteur hétérodyne est un récepteur conçu sur le principe du mélange de fréquences, ou hétérodynage, pour convertir le signal reçu en une fréquence intermédiaire plus basse qu'il est plus facile d'utiliser que la fréquence reçue en direct. Globalement tous les récepteurs de radio et de télévision modernes fonctionnent sur ce principe.

## Historique

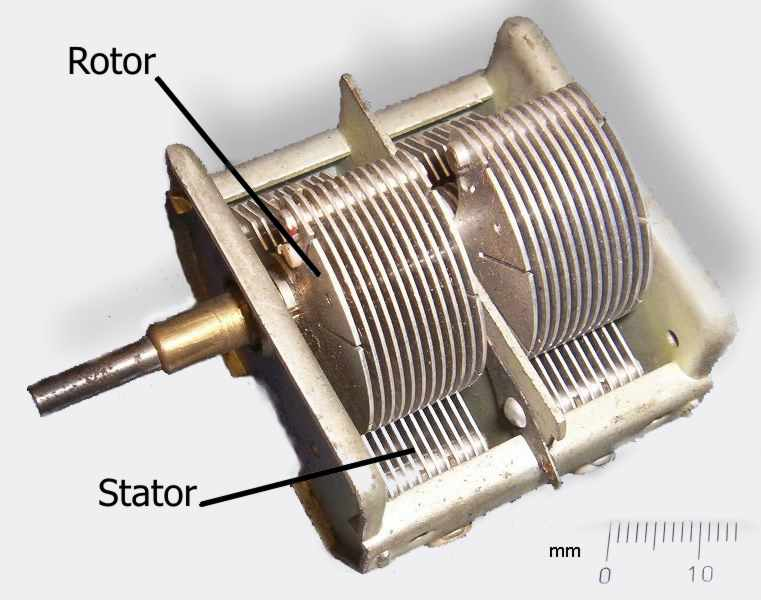
Condensateur variable double utilisé dans les récepteurs superhétérodynes.

Le mot « superhétérodyne » est composé du grec hétéro « différent » et dyne « force ». Le terme « hétérodyne » fait allusion à un battement produit par deux ou plusieurs porteuses radio appliquées à un détecteur. Il est originellement utilisé pour le mélange hétérodyne inventé par un ingénieur canadien, Reginald Fessenden. Son invention rend audibles des transmissions en code Morse à l'aide d'un alternateur d'Alexanderson.
Avec les émetteurs à étincelles, qui sont très répandus à cette époque, un signal Morse consiste en de courtes rafales de porteuses très fortement modulées qui peuvent clairement être entendues comme des trains d'impulsions ou de crachements dans les écouteurs du récepteur. De son côté, le signal de l'alternateur d'Alexanderson n'a pas ce type de modulation et les signaux en code Morse se réduisent à des séries de clics ou de blocs. L'idée de Fessenden est d'utiliser deux alternateurs d'Alexanderson, l'un produisant une porteuse de fréquence plus élevée de 3 kHz par rapport à l'autre. Dans le détecteur du récepteur les deux porteuses génèrent par battement une tonalité de 3 kHz, ce qui permet d'entendre le code Morse comme une série de bips de 3 kHz. Fessenden invente le terme d'« hétérodyne » voulant dire ici : généré par une différence de fréquences.
Il abandonne toutefois son projet car les oscillateurs locaux disponibles à cette époque manquent de stabilité en fréquence. Plus tard, avec l'apparition des triodes, on peut obtenir le même résultat par l'adjonction d'un oscillateur local dans le récepteur, appelé aussi oscillateur de battement  (en anglais : Beat Frequency Oscillator ou BFO). Si on fait varier la fréquence du BFO, la note de l'hétérodynage varie aussi. Si les fréquences sont trop éloignées l'une de l'autre, le battement devient ultrasonique, et donc inaudible.

### L'invention de Lucien Lévy
C'est à Lucien Lévy, chef du laboratoire du Centre radiotélégraphique militaire de Paris, que l'on doit la mise en œuvre du superhétérodyne bien que le principe avait été indiqué par l'Allemand Alexander Meissner en 1914. Le français Paul Laüt, du même laboratoire que Lévy, aurait également été un précurseur en 1916. Lévy déposa deux brevets le 4 août 1917 et le 1er octobre 1918, et l'antériorité du brevet de Lévy sur celui d'Edwin Armstrong sera reconnue par la Cour d'appel du district de Columbia en 1928. L'allemand Schottky qui avait également déposé un brevet en juin 1918 reconnaîtra l'antériorité de Lévy en 1926.

### Intuitions et contributions d'Edwin Armstrong
Le principe de l'hétérodyne est repris en France en 1918 par le major Edwin Armstrong de l'US Army au cours de la Première Guerre mondiale. Il invente ce récepteur pour surmonter les difficultés rencontrées avec les tout premiers tubes à vide de type triode dans les amplificateurs à haute fréquence des installations radio destinées à la radiogoniométrie. Contrairement aux récepteurs de radiocommunication — qui se contentent de rendre le signal transmis audible — la radiogoniométrie nécessite de faire des mesures de la force du signal reçu et imposent donc que l'amplification de la porteuse reçue soit linéaire.
Découverte de l'hétérodyne
On a déjà noté dans le passé que si on laisse un récepteur à réaction partir en auto–oscillation, d'autres récepteurs situés à proximité peuvent subitement changer de fréquence. Armstrong et al. finissent par en déduire qu'il s'agit d'un hétérodynage ultrasonique entre la fréquence de la porteuse reçue par le récepteur et la fréquence de l'oscillateur situé à côté. Par exemple, si une station émet sur 300 kHz et que l'oscillateur local du récepteur est calé sur 400 kHz, la station sera entendue, non seulement sur les 300 kHz de départ, mais aussi sur 100 kHz et sur 700 kHz (400 kHz – 300 kHz et 400 kHz + 300 kHz).
Dans les premiers systèmes, il faut connecter en cascades des douzaines de triodes à faible gain (parfois plus de 100) pour obtenir un résultat exploitable, ce qui nécessite une énorme puissance électrique et une équipe de techniciens pour en assurer la maintenance. Cependant l'intérêt du système est si important que l'Amirauté du Royaume–Uni considère que ces coûts sont justifiés.
Amplification des ondes courtes
Cependant, à ce moment, il n'existe aucun amplificateur pour « ondes courtes » (c'est-à-dire, dans ce cas, d'une fréquence supérieure à 500 kHz) qui soit opérationnel en raison des caractéristiques des triodes de cette époque. C'est alors qu'Armstrong voit dans la réception hétérodyne une solution potentielle à l'amplification des « ondes courtes » car la fréquence du battement conserve la modulation originale mais sur une porteuse de fréquence plus basse. Pour écouter, par exemple, une fréquence de 1 500 kHz, on peut mettre en place un oscillateur sur 1 560 kHz ce qui donne un hétérodynage de 60 kHz, fréquence beaucoup plus adaptée à l'amplification par les triodes de l'époque. Armstrong nomme cette fréquence « fréquence intermédiaire » (FI).

« En décembre 1919, le Major E. H. Armstrong rend publique une méthode indirecte pour permettre l'amplification des ondes courtes appelée superhétérodyne. L'idée est de réduire la fréquence originale, disons de 1 500 000 cycles (200 m), à une fréquence ultrasonique qui puisse être amplifiée efficacement, puis d'injecter cette fréquence dans un amplificateur radio–électrique, et enfin de la redresser et de l'appliquer à un ou deux étages d'amplification sonore. »

— QST Magazine de décembre 1922, page 11.
Choix de la fréquence intermédiaire (FI)
Les premiers récepteurs superhétérodynes utilisent en réalité des fréquences intermédiaires assez basses, de l'ordre de 20 kHz, le plus souvent obtenues par l'auto–oscillation de transformateurs à noyau de fer. Cette technique les rend extrêmement sensibles aux interférences des fréquences images, mais à cette époque, le but est beaucoup plus de gagner en sensibilité que d'affiner la sélectivité. Grâce à cette technique, quelques triodes suffisent là où il fallait avant des douzaines de tubes.
Développement et commercialisation
Armstrong a la particularité de savoir mettre très rapidement ses idées en pratique si bien que le système est rapidement adopté par l'armée. Cependant, il deviendra moins répandu lorsque les stations de radios commerciales feront leur apparition dans les années 1920. Ceci est dû à plusieurs raisons dont la principale est que cette technique nécessite une triode supplémentaire pour l'oscillateur local, ce qui augmente le prix de revient du récepteur et nécessite également une certaine dextérité pour le faire fonctionner. Les premiers récepteurs commerciaux sont à amplification directe ce qui les rend plus populaires en raison de leur moindre coût et de leur facilité d'emploi. Armstrong vend finalement son brevet sur la réception hétérodyne à Westinghouse qui, à son tour, le vend à RCA, ce dernier ayant le monopole du marché des récepteurs superhétérodynes jusqu'en 1930.

### Améliorations
Au cours des années 1920, les transformateurs de fréquence intermédiaire ressemblent énormément aux transformateurs de couplage des différents étages et sont bobinés de manière très semblable. Dans les années 1930, les perfectionnements des tubes électroniques gomment rapidement l'intérêt du faible coût des récepteurs à amplification directe et l'explosion du nombre de stations de radiodiffusion commerciales crée une forte demande pour des récepteurs à la fois moins chers et plus performants.
Tout d'abord, le développement de tubes à cathode à chauffage indirect permet de combiner le mélangeur et l'oscillateur dans un seul tube pentode. Très rapidement, on voit apparaître des tubes multi–éléments de faible coût et spécialement adaptés à la réception hétérodyne. Ils autorisent des fréquences intermédiaires supérieures de l'ordre de 440 à 470 kHz éliminant ainsi le problème d'interférence par la fréquence image.
Au milieu des années 1930, l'amplification directe pour les récepteurs de radiodiffusion est tombée en désuétude. La réception hétérodyne est généralisée dans tous les récepteurs de télévision et de radiodiffusion. Les récepteurs superhétérodynes utilisent des fréquences intermédiaires supérieures, aux alentours de 440–470 kHz, et emploient des bobines de fabrication identique à celles des antennes ou des oscillateurs. C'est pourquoi le terme de « transformateur de fréquence intermédiaire » est toujours utilisé de nos jours.
Les récepteurs modernes emploient un assemblage de filtres céramiques et/ou de filtres à onde acoustique de surface (SAW) aussi bien que des transformateurs de fréquence intermédiaire traditionnels.

## Principe de fonctionnement
Un récepteur superhétérodyne est constitué essentiellement de quatre parties : un oscillateur local, un mélangeur qui mélange le signal de l'oscillateur local avec le signal reçu, un filtre fixe et un amplificateur de fréquence intermédiaire accordé (les parties centrales du schéma ci–dessous). Pour optimiser les coûts, on peut utiliser des éléments actifs pour l'oscillateur local et le mélangeur. Cet étage est parfois appelé converter.
Étape de réception

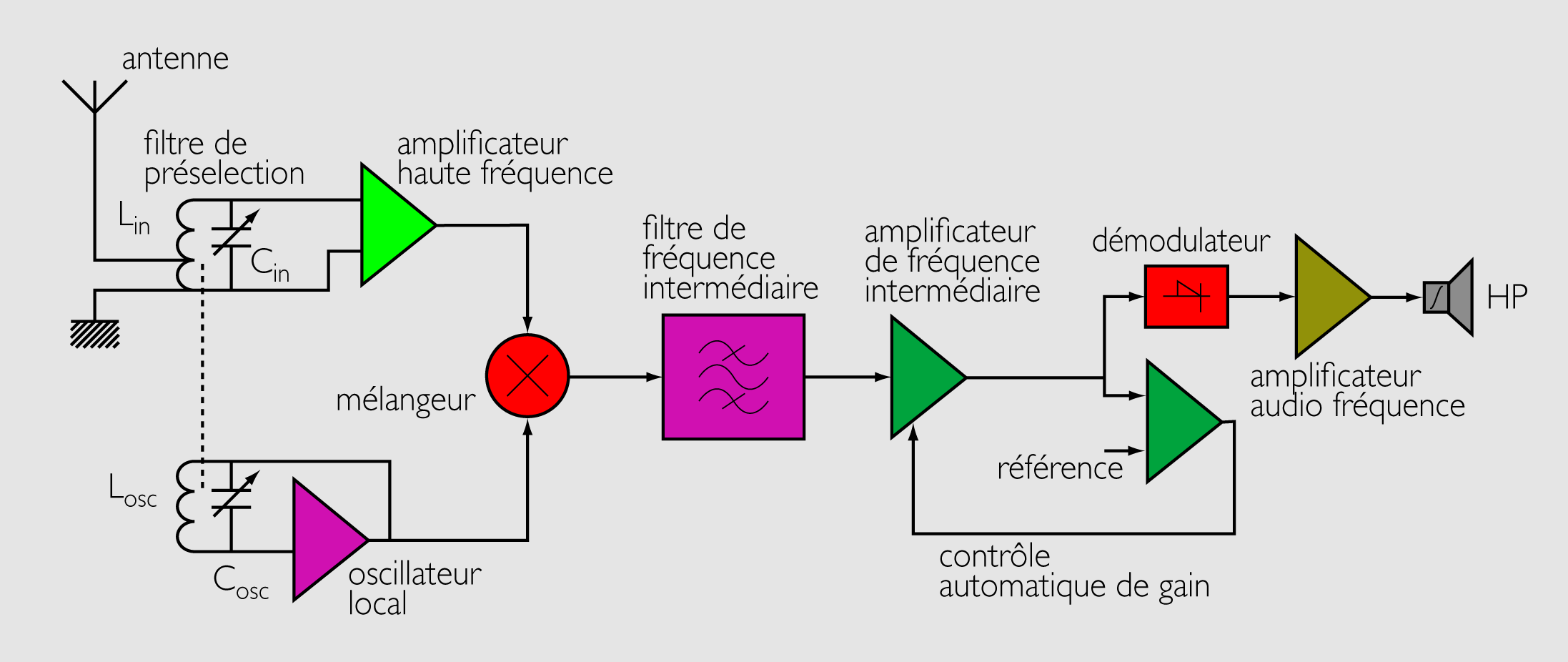
Schéma synoptique d'un récepteur superhétérodyne.

La réception commence par le signal issu de l'antenne et comprenant la fréquence sur laquelle on veut se caler, {\displaystyle F_{o}}. Un filtre d'antenne, placé avant l'amplificateur, élimine les signaux indésirables de façon à éviter que des signaux éventuels de forte amplitude ne saturent l'amplificateur HF (haute fréquence). Ce dernier assure une première amplification. Il est conçu de façon à obtenir le meilleur rapport signal sur bruit possible, ce qui est particulièrement important pour les récepteurs destinés à la réception de signaux à des fréquences élevées (supérieures à 30 MHz). En effet, à ces fréquences, le bruit extérieur au récepteur est faible, il est donc important que le bruit interne soit le plus faible possible.
Étape superhétérodyne
Le mélangeur est la pièce maîtresse du récepteur superhétérodyne. On applique à ses entrées les signaux de fréquences {\displaystyle F_{o}}, provenant de l'antenne, et {\displaystyle F_{LO}} provenant de l'oscillateur local. Ce dernier produit un signal, modulé en amplitude ou fréquence, de fréquence {\displaystyle F_{LO}} proche de {\displaystyle F_{o}}. On retrouve en sortie du mélangeur des signaux non seulement à {\displaystyle F_{o}} et {\displaystyle F_{LO}} mais aussi à {\displaystyle F_{o}+F_{LO}} et {\displaystyle |F_{o}-F_{LO}|}. Le signal de sortie comporte aussi généralement d'autres fréquences indésirables, ce sont des produits d'intermodulation du 3e ordre ou supérieurs. Si ce mélange était parfait, on n'aurait ni {\displaystyle F_{o}}, ni {\displaystyle F_{LO}}, mais, en pratique, leur présence est due à un processus non linéaire qui n'est qu'une approximation de la théorie.
Le filtre FI va supprimer les composantes {\displaystyle F_{o}}, {\displaystyle F_{LO}} et {\displaystyle F_{o}+F_{LO}}, ne laissant que la composante {\displaystyle |F_{o}-F_{LO}|}. L'on a donc réalisé un changement de fréquence, c'est-à-dire une modification de la fréquence centrale du signal modulé, sans changer l'allure du spectre. La nouvelle fréquence centrale {\displaystyle |F_{o}-F_{LO}|} s'appelle fréquence intermédiaire, FI. On choisira en général un filtre céramique, qui permet d'obtenir une bonne réponse en fréquence (flancs raides) et donc une bonne sélectivité.
En modifiant {\displaystyle F_{LO}} le résultat {\displaystyle |F_{o}-F_{LO}|} (ou {\displaystyle F_{o}+F_{LO}}) peut être sur la fréquence {\displaystyle F_{FI}} de l'amplificateur de fréquence intermédiaire par souci de sélectivité. Cet amplificateur est responsable de l'essentiel du gain du récepteur et est souvent constitué de plusieurs étages avec un contrôle automatique du gain (CAG). Il amène le signal au niveau nécessaire pour la démodulation. Généralement la fréquence intermédiaire est de 455 kHz pour la modulation d'amplitude et de 45 MHz pour la modulation de fréquence en télévision. Les autres fréquences indésirables sont filtrées à la sortie par l'amplificateur.
Étape de démodulation
Le démodulateur récupère l'information transportée par le signal modulé. Pour les signaux MA (modulés en amplitude), on emploie un détecteur à diodes ; pour les signaux MF (modulés en fréquence), le démodulateur sera un discriminateur, un détecteur de rapport ou un discriminateur à coïncidence (aussi appelé détecteur à quadrature ou détecteur synchrone). Finalement, l'amplificateur audio amplifie le signal démodulé et pilote le haut-parleur.

## Transposition multiple

Schéma fonctionnel d'un récepteur superhétérodyne à double transposition en FI.

Pour surmonter des obstacles tels que la réponse de la fréquence image, certains récepteurs utilisent plusieurs étapes successives de transposition de fréquence et plusieurs FI de valeurs différentes. Un récepteur doté de deux transpositions de fréquence et de FI est appelé "superhétérodyne à double transposition", et un récepteur doté de trois FI est appelé "superhétérodyne à triple transposition".
La principale raison est qu'avec une seule FI, il faut trouver un compromis entre une faible réponse de la fréquence image et la sélectivité. La séparation entre la fréquence reçue et la fréquence image est égale à deux fois la fréquence FI, donc plus la FI est élevée, plus il est facile de concevoir un filtre RF pour éliminer la fréquence image de l'entrée et obtenir une faible réponse de la fréquence image. Toutefois, plus la fréquence intermédiaire est élevée, plus il est difficile d'obtenir une sélectivité élevée dans le filtre intermédiaire. Aux fréquences des ondes courtes et supérieures, la difficulté d'obtenir une sélectivité suffisante dans l'accord avec les FI élevés nécessaires pour obtenir une faible réponse de l'image a un impact sur les performances. Pour résoudre ce problème, il est possible d'utiliser deux fréquences FI, en transposant d'abord la fréquence d'entrée en une fréquence FI élevée pour obtenir une faible réponse de l'image, puis en convertissant cette fréquence en une fréquence FI basse pour obtenir une bonne sélectivité dans le deuxième filtre FI. Pour améliorer la syntonisation, on peut utiliser une troisième FI.
Par exemple, pour un récepteur qui peut s'accorder de 500 kHz à 30 MHz, trois convertisseurs de fréquence peuvent être utilisés. Avec une FI de 455 kHz, il est facile d'obtenir une sélectivité frontale adéquate avec les signaux de la bande de radiodiffusion (inférieurs à 1600 kHz). Par exemple, si la station reçue est sur 600 kHz, l'oscillateur local peut être réglé sur 1055 kHz, ce qui donne une image sur (-600+1055=) 455 kHz. Mais une station sur 1510 kHz pourrait aussi potentiellement produire une image sur (1510-1055=) 455 kHz et donc causer des interférences d'image. Cependant, comme 600 kHz et 1510 kHz sont très éloignés l'un de l'autre, il est facile de concevoir l'accord frontal pour rejeter la fréquence de 1510 kHz.
Cependant, à 30 MHz, les choses sont différentes. L'oscillateur serait réglé sur 30,455 MHz pour produire une FI de 455 kHz, mais une station sur 30,910 MHz produirait également un battement de 455 kHz, de sorte que les deux stations seraient entendues en même temps. Mais il est pratiquement impossible de concevoir un circuit d'accord RF capable de faire la distinction entre 30 MHz et 30,91 MHz, c'est pourquoi une approche consiste à "convertir en bloc" des sections entières des bandes d'ondes courtes à une fréquence plus basse, où il est plus facile d'organiser un accord frontal adéquat.
Par exemple, les plages 29 MHz à 30 MHz ; 28 MHz à 29 MHz etc. peuvent être converties en 2 MHz à 3 MHz, où elles peuvent être accordées plus facilement. Cela se fait souvent en convertissant d'abord chaque "bloc" à une fréquence plus élevée (typiquement 40 MHz), puis en utilisant un second mélangeur pour le convertir dans la gamme de 2 MHz à 3 MHz. La "FI" de 2 MHz à 3 MHz est en fait un autre récepteur superhétérodyne autonome, très probablement avec une FI standard de 455 kHz.

## Avantages

### Faible plage de fréquences
Un des intérêts de cette méthode est que la plupart des éléments HF ne doivent être sensibles qu'à une très faible plage de fréquences. Uniquement l'entrée, avant l'étage de changement de fréquence, doit être à large bande. Par exemple, l'étage d'entrée doit être sensible à une plage de 1 à 30 MHz, alors que les autres étages sont étroitement centrés sur 455 kHz qui est la fréquence intermédiaire la plus courante. Seuls un ou deux étages accordés doivent être ajustés selon la fréquence de réception désirée ; tous les étages de fréquence intermédiaire sont calés sur une fréquence fixe qui n'a pas besoin d'être ajustée.

### Caractéristiques
Les récepteurs superhétérodynes ont des caractéristiques supérieures en termes de stabilité de fréquence et de sélectivité que celles des récepteurs à réaction. Leur stabilité en fréquence est supérieure à celle des récepteurs à amplification directe car il est plus facile de stabiliser un oscillateur variable qu'un amplificateur, en particulier avec les synthétiseurs de fréquence modernes. Les filtres sur les fréquences intermédiaires ont une bande passante beaucoup plus étroite pour le même facteur Q qu'un filtre HF équivalent. Dans les cas où une sélectivité très élevée est nécessaire, la méthode de la fréquence intermédiaire fixe permet d'utiliser un quartz. Les récepteurs à réaction et à super–réaction sont plus sensibles, mais au détriment de la stabilité et de la sélectivité.
Pour les récepteurs de télévision modernes, c'est la seule technique susceptible de fournir les caractéristiques précises de bande passante nécessaires à la réception de la bande latérale unique (BLU), introduite par le système NTSC de codage de la couleur en 1941. À l'origine, le système nécessitait la mise en œuvre d'une batterie de bobines d'induction ajustables imposant des réglages très délicats. Depuis les années 1980, ces bobines ont été remplacées par des filtres électromécaniques de précision à onde acoustique de surface (SAW pour Surface Acoustic Wave). Ces filtres SAW sont fabriqués avec une grande précision à l'aide de lasers et sont ainsi beaucoup moins chers à produire que les systèmes à bobines d'induction, de plus leurs tolérances sont très faibles et ils sont extrêmement stables.

### Techniques numériques
La technologie par microprocesseurs permet de remplacer le récepteur superhétérodyne par une architecture de radio logicielle dans laquelle la fréquence intermédiaire, traitée après le filtre de la fréquence intermédiaire original, est produite par le logiciel. Cette technique est déjà en usage dans certaines configurations comme les récepteurs de radio FM de très faible coût incorporés dans les téléphones portables profitant du microprocesseur déjà présent dans le système.

### Usage connexe
Les émetteurs radio peuvent également comporter un étage mélangeur pour produire le signal de sortie qui fonctionne plus ou moins comme un récepteur superhétérodyne à l'envers.

## Inconvénients
Parmi les inconvénients des récepteurs superhétérodynes, on peut noter leur susceptibilité aux fréquences parasites proches de leur fréquence intermédiaire. Pour éviter cela, les fréquences intermédiaires sont le plus souvent contrôlées par les autorités de chaque pays, et c'est pourquoi elles sont prédéterminées selon les usages. Par exemple, 455 kHz pour la radio en modulation d'amplitude (AM), 10,7 MHz pour la radio en modulation de fréquence (FM), 38,9 MHz en Europe pour la télévision et 45 MHz celle aux États-Unis. Pour ce qui est de la radio en AM, on peut utiliser plusieurs valeurs de fréquences intermédiaires différentes, mais en Occident c'est bien le 455 kHz qui est employé en raison des résonateurs céramiques de fabrication japonaise qui équipent presque tous les appareils et qui sont calés sur le standard américain de 455 kHz. Dans les récepteurs récents à accord numérique cette fréquence est abandonnée pour le 450 kHz qui simplifie le calcul du synthétiseur de fréquence.
En environnement urbain, on note également comme autre inconvénient que la présence de nombreux signaux très puissants issus des multiples émetteurs en service peuvent interférer avec le signal reçu dans l'étage mélangeur.

### Injections supérieure et inférieure
La valeur de la fréquence dont un signal est décalé vers le bas par l'oscillateur local dépend de sa fréquence F qui peut être plus élevée ou plus basse que {\displaystyle F_{LO}}. C'est pourquoi dans tous les cas, la nouvelle fréquence est ({\displaystyle F-F_{LO}}). Toutefois, il y a potentiellement deux signaux qui peuvent être décalés vers la même valeur {\displaystyle F_{FI}}, un selon {\displaystyle F=F_{LO}+F_{FI}} et l'autre selon {\displaystyle F=F_{LO}-F_{FI}}. L'un ou l'autre de ces signaux, appelé « fréquence image » doit être filtré avant le mélangeur pour éviter le repliement de spectre. Lorsque c'est la fréquence supérieure qui est rejetée on parle d'injection supérieure parce que {\displaystyle F_{LO}} est supérieur à la fréquence reçue. Le cas inverse est appelé « injection inférieure ». L'injection supérieure inverse également les composantes du signal si bien que celui-ci n'est plus symétrique et sera changé. En cas de nécessité l'inversion peut être annulée plus tard dans le récepteur.

### Fréquence image
L'inconvénient majeur des récepteurs superhétérodynes est le problème de la fréquence image ({\displaystyle F_{image}}). Dans les récepteurs hétérodynes, la fréquence image est une fréquence non voulue symétrique par rapport à la fréquence intermédiaire. Cette fréquence image provoque la réception de deux stations différentes en même temps, elle génère donc des interférences. Les fréquences images peuvent être éliminées par une atténuation suffisante du signal entrant, à l'aide de filtres dans l'amplificateur HF du récepteur superhétérodyne.
{\displaystyle F_{image}={\begin{cases}F_{c}+2F_{IF},&{\mbox{si }}F_{LO}>F_{c}\mathrm {~~(injection~sup{\acute {e}}rieure} )\\F_{c}-2F_{IF},&{\mbox{si }}F_{LO}<F_{c}\mathrm {~~(injection~inf{\acute {e}}rieure)} \end{cases}}}
Les premiers récepteurs de type « autodyne » avaient une fréquence intermédiaire basse de l'ordre de 150 kHz car à cette époque il était difficile d'entretenir une oscillation fiable à une fréquence plus élevée. Du coup, la plupart des récepteurs autodynes avaient besoin de systèmes d'accord d'antenne sophistiqués mettant parfois en jeu des bobines à accord double pour éviter les interférences dues à la fréquence image. Par la suite les récepteurs superhétérodynes ont été dotés de tubes spécialement conçus pour les étages oscillateurs / mélangeurs et qui autorisaient des fréquences intermédiaires bien plus élevées en réduisant sensiblement le problème de la fréquence image et en permettant ainsi l'emploi de systèmes d'accord des antennes plus simples et meilleur marché.
Aujourd'hui, pour résoudre ce problème on utilise plusieurs étages de fréquence intermédiaire, et dans certains cas, avec deux fréquences intermédiaires différentes. Par exemple, l'étage d'entrée doit être sensible de 1 à 30 MHz, la première moitié du récepteur sur 5 MHz et la deuxième moitié sur 50 kHz. Dans ce cas, il faut deux convertisseurs de fréquence et ce récepteur est dit « récepteur hétérodyne à double conversion ». Comme exemple, on peut citer les récepteurs de télévision dans lesquels le signal audio est obtenu à partir d'un deuxième étage de conversion à fréquence intermédiaire. Parfois, pour des applications spéciales, un récepteur peut présenter une fréquence intermédiaire beaucoup plus élevée que le signal reçu afin d'obtenir une réjection très efficace de la fréquence image.

### Rayonnement de l'oscillateur local
Il est difficile de conserver le rayonnement d'un oscillateur local en–deçà du seuil de détection par un autre récepteur situé à proximité. Ceci veut dire qu'il y aura des interférences réciproques entre les différents récepteurs proches. En matière d'espionnage, le rayonnement de l'oscillateur permet de repérer un récepteur caché et d'en connaitre sa fréquence de fonctionnement.

### Bandes latérales parasites
Un oscillateur local génère un signal de fréquence unique dont la modulation d'amplitude est négligeable mais avec une modulation de phase aléatoire. Ces deux défauts diluent une partie de l'énergie du signal dans des bandes latérales de fréquence. Il en résulte un étalement des fréquences reçues là où justement on essaie d'avoir une bande passante la plus étroite possible. Il est donc important de minimiser au mieux la modulation de phase de l'oscillateur local en s'assurant, par exemple, qu'il n'entre jamais en mode non–linéaire.